# Możliwości eksploatacji Marsa

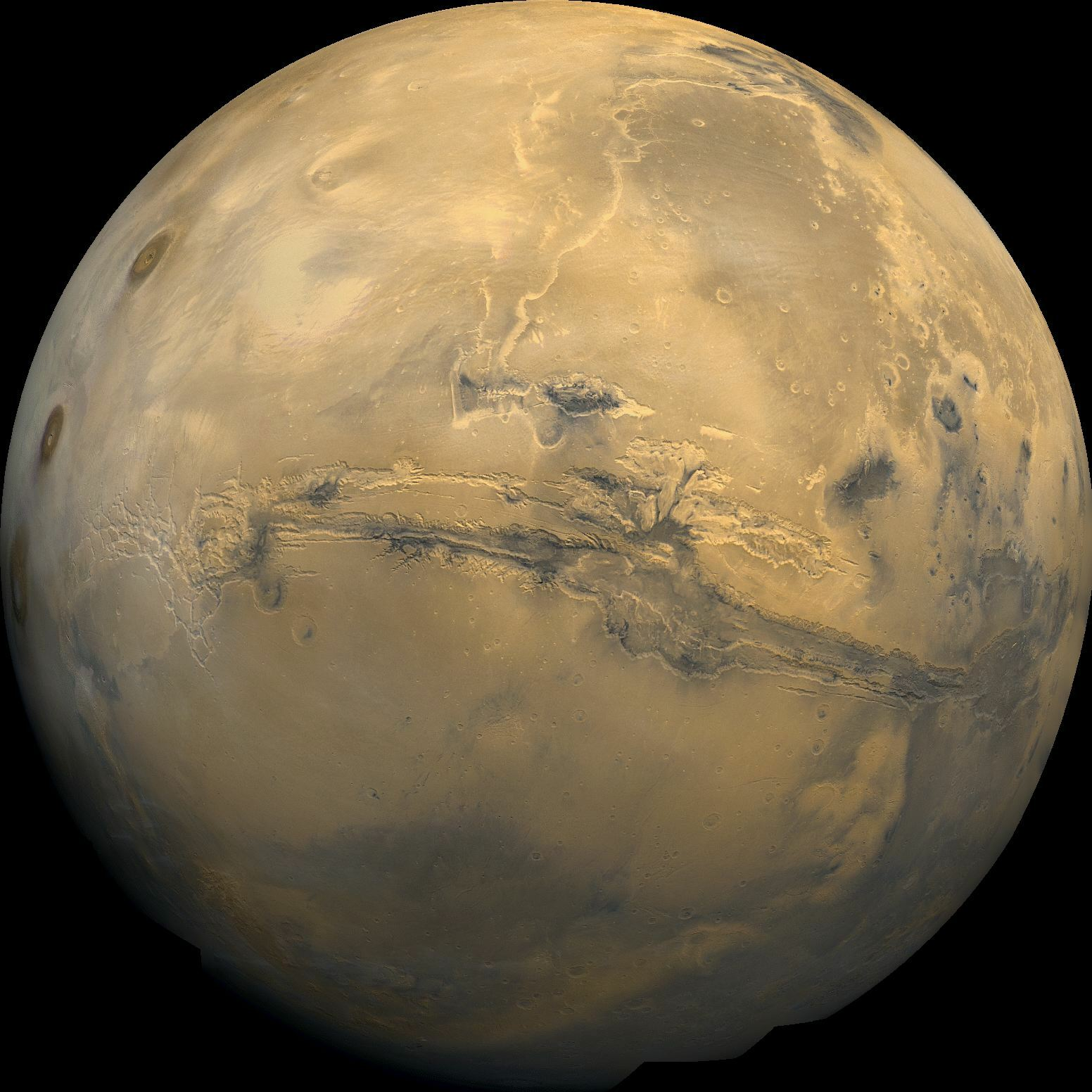
Mars

Możliwości eksploatacji Marsa – Mars jest ciałem niebieskim, na temat którego powstało zarówno wiele spekulacji, jak i badań naukowych dotyczących możliwej kolonizacji przez człowieka.
Księżyc został zaproponowany jako pierwsze miejsce na kolonizację dla cywilizacji ludzkiej, lecz Mars ma w przeciwieństwie do niego atmosferę i znacznie bardziej stabilną temperaturę powierzchni. Niewykluczone, że miliardy lat temu istniał tam ocean i rozwinięty ekosystem. W związku z tym kolonizacja Marsa jest rozważana przez naukowców, wliczając Stephena Hawkinga.

## Kontekst polityczno-prawny
W Traktacie o przestrzeni kosmicznej z 1967 roku, przyjętym przez Organizację Narodów Zjednoczonych, ustalono, że żadne państwo nie może rościć sobie praw do przestrzeni kosmicznej. Wiele artykułów tego traktatu uniemożliwia legalną kolonizację przestrzeni kosmicznej.
NASA musiała zmierzyć się z wieloma cięciami budżetowymi. Za prezydentury Baracka Obamy cel, jakim było dotarcie człowieka na Marsa, został odsunięty na dalszy plan. W 2017 roku prezydent Donald Trump zapowiedział powrót ludzi na Księżyc, a w dalszej perspektywie na Marsa. Zwiększył też budżet NASA o 1,1 miliarda dolarów, koncentrując się głównie na rozwoju nowego systemu rakietowego – Space Launch System.
Nie sposób przewidzieć, jak pierwsze lądowanie człowieka na Marsie wpłynie na obecne przepisy dotyczące eksploracji przestrzeni kosmicznej oraz ciał niebieskich. Mars to planeta stawiająca ludziom poważne wyzwania do pokonania, dlatego prawo i kultura, które się tam rozwiną, najprawdopodobniej będą różnić się od tych ziemskich. W związku z ogłoszeniem przez Elona Muska planów podróży na Marsa, niepewna pozostaje również kwestia, jak zmieni się globalna i narodowa dynamika, jeśli to prywatna korporacja jako pierwsza umieści człowieka na tej planecie.

## Podróż na Marsa

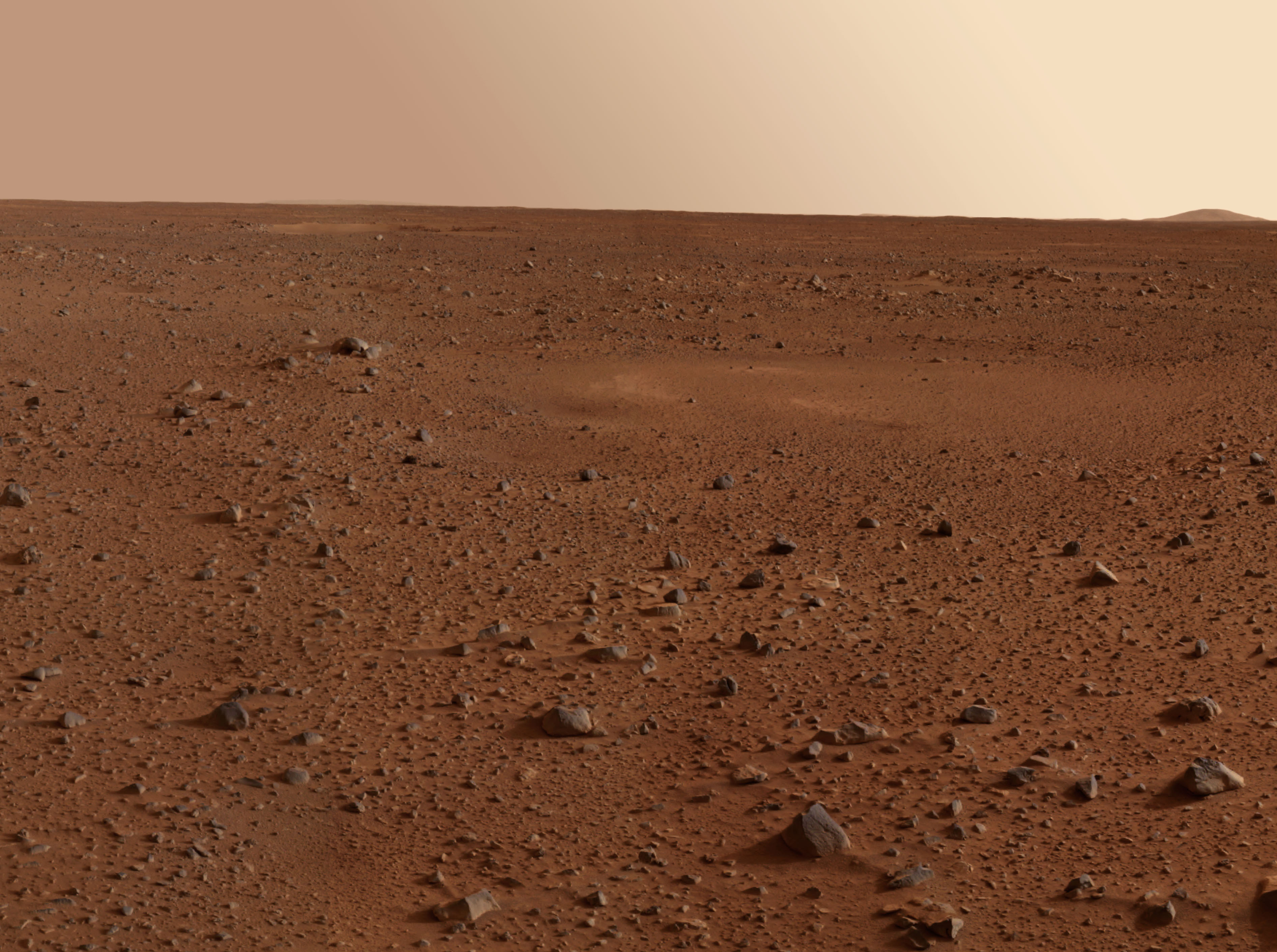
Powierzchnia Marsa

Dotarcie z Ziemi na Marsa wymaga mniej energii na jednostkę masy (delta-v) w porównaniu z innymi planetami Układu Słonecznego (nie licząc bliższej Wenus). Używając manewru transferowego Hohmanna, czas podróży na Marsa wyniósłby w przybliżeniu 9 miesięcy. Zmodyfikowany transfer trajektorii skracający czas podróży do siedmiu lub sześciu miesięcy jest możliwy z zastosowaniem przyrostowego wzrostu ilości energii i paliwa. Jest to technika porównywalna z orbitą transferową Hohmanna, używana przy bezzałogowych misjach na Marsa. Skracanie czasu podróży poniżej 6 miesięcy wymaga wyższego delta-v i wykładniczego wzrostu ilości paliwa i nie jest wykonalne przy użyciu rakiet z napędem chemicznym. Możliwość taką dają zaawansowane technologie napędowe, które nie są jeszcze powszechnie stosowane, takie jak VASIMR czy napędy nuklearne. Napęd nuklearny pozwoliłby skrócić podróż nawet do 2 tygodni.

## Podobieństwa Marsa i Ziemi
Pomimo że Ziemia jest najbardziej podobna do Wenus, jeśli chodzi o masę i rozmiary, podobieństwa Marsa do Błękitnej Planety są bardziej znaczące w kontekście kolonizacji. Do tych podobieństw zaliczamy:
- marsjański dzień jest bardzo podobny do ziemskiego. Marsjańska doba słoneczna trwa 24 godziny 39 minut i 35,244 sekund.
- powierzchnia Marsa wynosi około 28,4% ziemskiej – tylko nieznacznie mniej niż całkowita powierzchnia suchego lądu na Ziemi (jest to 29,2% jej powierzchni).
- nachylenie osi Marsa wynosi 25,19° (Ziemi 23,44°). Rezultatem tego są pory roku takie same jak na Ziemi, ale trwają one prawie dwukrotnie dłużej, gdyż rok marsjański to około 1,88 roku ziemskiego. Marsjański biegun północny obecnie znajduje się w gwiazdozbiorze Łabędzia, a nie w Małej Niedźwiedzicy.
- Mars ma atmosferę, choć bardzo rozrzedzoną (około 0,7% atmosfery Ziemi).
- nowe obserwacje wykonywane przez należący do NASA Mars Exploration Rover oraz ESA Mars Express potwierdziły obecność wody na Marsie. Wydaje się, że na Marsie są wszystkie pierwiastki potrzebne do istnienia ziemskiego życia[12].

## Różnice Marsa i Ziemi
- Przyspieszenie grawitacyjne na Marsie wynosi niewiele ponad jedną trzecią ziemskiego. Nie jest w pełni znany wpływ tak niskiego poziomu grawitacji działającej w dłuższym czasie na organizm człowieka.
- Mars jest dużo chłodniejszy od Ziemi, ze średnią temperaturą –63 °C do nawet –140 °C. Rekordem na Ziemi było −89,2 °C zaobserwowane na Antarktydzie.
- Ponieważ Mars znajduje się dalej od Słońca, ilość energii słonecznej docierającej do górnych warstw atmosfery (stała słoneczna) jest o połowę mniejsza niż na Ziemi. Ponieważ nie następuje odbicie promieniowania od atmosfery, do powierzchni Marsa dociera jej podobna ilość, jak do powierzchni Ziemi.
- Orbita Marsa jest bardziej eliptyczna od ziemskiej, co zwiększa amplitudę wahań temperatury i stałej słonecznej.
- Atmosfera na Marsie jest obecnie bardzo rozrzedzona (około 0,7% atmosfery Ziemi), co zapewnia niewielką ochronę przed promieniowaniem i wiatrem słonecznym. Jest zbyt rzadka, by ludzie mogli przeżyć tam bez zestawów ciśnieniowych. Do czasu terraformowania, krótkoterminowo, struktury mieszkalne na Marsie musiałyby być wyposażone w pompy ciśnieniowe podobne do tych ze statków kosmicznych, zdolne do utrzymania różnicy ciśnień pomiędzy wnętrzem a otwartą przestrzenią.
- Atmosfera Marsa składa się głównie z dwutlenku węgla. Z tego powodu, nawet z atmosferą korygującą ciśnienie, ciśnienie cząstkowe CO2 na powierzchni jest 52 razy większe niż na Ziemi, co daje możliwość rozwoju roślinności na Marsie.
- Mars ma słabą magnetosferę, więc ochrona przed wiatrem słonecznym jest nieznaczna.
- Mars ma połowę promienia Ziemi i jedynie 1/10 jej masy. Oznacza to, że ma mniejszą gęstość od Ziemi.

## Możliwość przyszłego rozwoju życia
Warunki na powierzchni Marsa są o wiele bardziej przyjazne do zamieszkania przez istoty żywe w porównaniu z większością planet i księżyców. Warunki są tu o wiele korzystniejsze niż na silnie skontrastowanym termicznie Merkurym, gorącej powierzchni Wenus czy kriogenicznie zimnych ciałach zewnętrznego Układu Słonecznego i ich księżycach. Jedynie górne partie chmur na Wenus są bardziej przyjazne życiu od Marsa.

## Terraformowanie Marsa

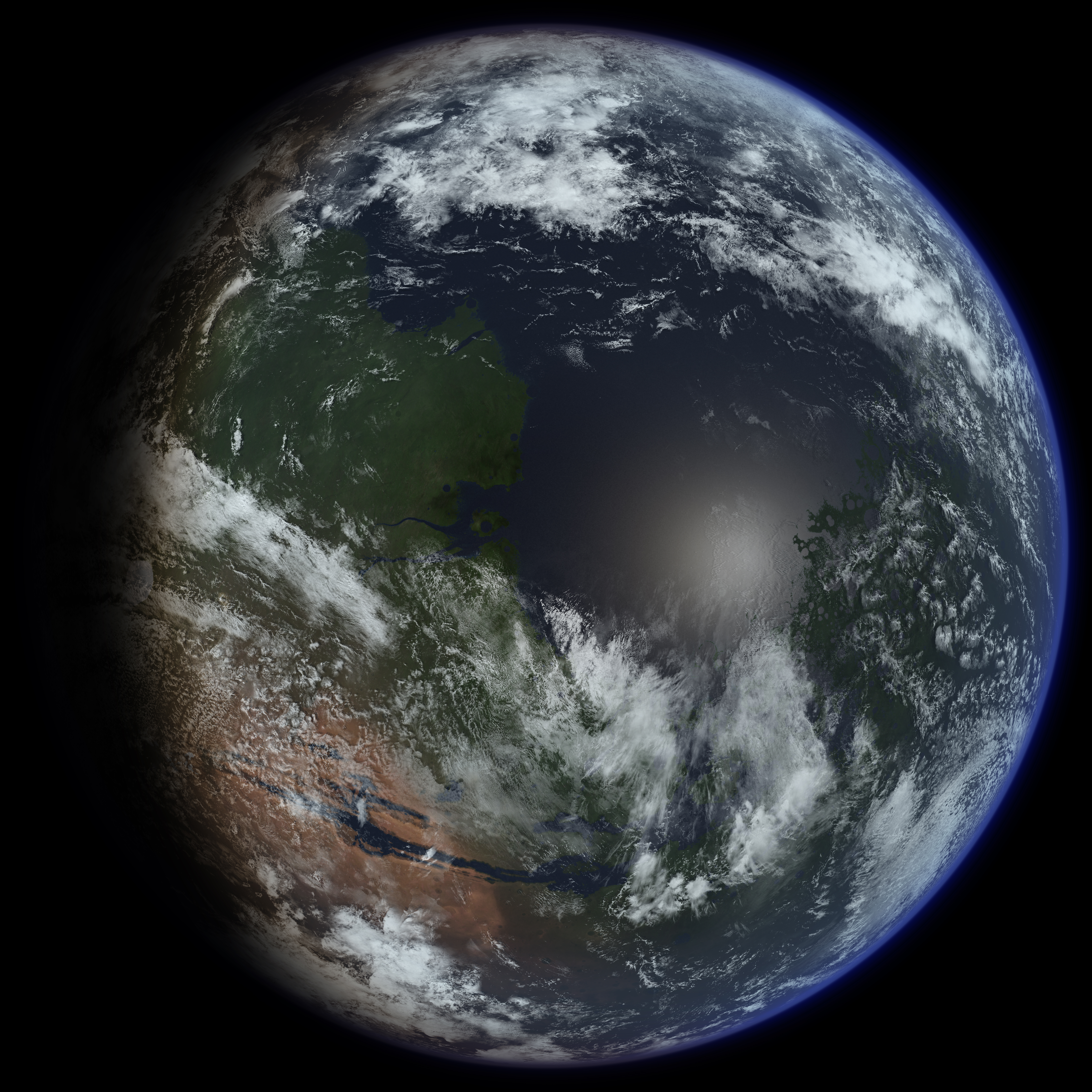
Wizja artystyczna terraformowanego Marsa

Niektórzy spekulują o możliwości terraformowania Marsa, by upodobnić go do Ziemi i umożliwić na nim istnienie ziemskich form życia bez dalszej pomocy z zewnątrz. Praktyka terraformowania wciąż nie została dokładnie zaplanowana.
Naukowcy są jednak zgodni, że najpierw należy zwiększyć temperaturę na planecie w celu uzyskania wyższego ciśnienia atmosfery i w konsekwencji wody w stanie ciekłym. W przyśpieszeniu procesu mogą pomóc olbrzymie ilości gazów cieplarnianych (głównie dwutlenku węgla) uwięzionych na czapach polarnych globu.

## Promieniowanie
Mars nie posiada globalnego pola magnetycznego porównywalnego do ziemskiego. W połączeniu z cienką atmosferą, powoduje to znaczące nasilenie promieniowania jonizującego docierającego do powierzchni Czerwonej Planety. Sonda kosmiczna Mars Odyssey wzięła ze sobą instrumenty Mars Radiation Environment Experiment (MARIE), do zmierzenia potencjalnego zagrożenia dla ludzi. MARIE odkryła, że poziom promieniowania na orbicie dookoła Marsa jest 2,5 razy wyższy, niż na ISS. Średnio było to około 22 miliradów na dzień (220 mikrogrejów na dzień lub 0,08 greja na rok). Trzy lata wystawienia na takie promieniowanie byłoby bliskie limitowi bezpieczeństwa obecnie zatwierdzonemu przez NASA. Poziomy promieniowania na powierzchni Marsa mogłyby być nieco niższe i różniłyby się znacząco w różnych miejscach, zależnie od wysokości i lokalnego pola magnetycznego.
Sporadyczne zjawiska słoneczne (SPE) produkują znacznie większe dawki promieniowania. Astronauci na Marsie mogliby być ostrzegani przed takimi zjawiskami przez transduktory znajdujące się blisko Słońca. Przypuszczalnie chroniłyby one astronautów przed SPE. Niektóre SPE, które nie zostały zanotowane przez sensory blisko Ziemi z powodu małych szerokości tych zjawisk były obserwowane przez MARIE.

## Komunikacja
Bezpośrednia komunikacja z Ziemią jest możliwa, gdy nasza planeta znajduje się powyżej marsjańskiego horyzontu. NASA i ESA dołączyły sprzęt do komunikacji do kilku z marsjańskich orbiterów, więc Mars już dziś posiada satelity komunikacyjne.
Czas dotarcia informacji jest ograniczony przez prędkość światła w próżni. Rozmowy pomiędzy Ziemią a Marsem mogłyby być wysoce niepraktyczne ze względu na opóźnienia w połączeniu, od 3 minut do 22 (w jedną stronę) w zależności od położenia planet względem słońca.
Bezpośrednie połączenie może zostać zablokowane na około 2 tygodnie okresu orbitalnego, w czasie trwania koniunkcji, gdy Słońce znajduje się dokładnie pomiędzy Marsem a Ziemią. Satelita znajdujący się w punkcie libracyjnym L4 lub L5 może służyć jako pośrednik w takiej sytuacji. Opóźnienie transmisji w takiej sytuacji uległoby dodatkowemu zwiększeniu.

## Wczesne misje załogowe
Założenie kolonii na Marsie musi być poprzedzone misjami bezzałogowymi sond-robotów, takich jak Mars Exploration Rover ze Spirit i Opportunity. To umożliwiłoby zlokalizowanie surowców, przede wszystkim wody. Czas takich misji eksploracyjnych musi być mierzony w latach czy nawet dekadach.
Misje na Marsa, takie jak te planowane przez NASA, ESA czy inne agencje kosmiczne, nie będą jeszcze misjami bezpośrednio przygotowującymi kolonizację. Są one pomyślane wyłącznie jako misje eksploracyjne, podobnie jak celem programu Apollo nie było planowane założenie stałej bazy na Księżycu.
Kolonizacja wymaga założenia trwałych baz, które miałyby potencjał do samoistnego rozwoju. Słynną propozycją do wybudowania takich baz jest projekt Mars Direct, zwolennikiem którego jest Robert Zubrin. Mars Society założył Mars Analogue Research Station Programme na terenie Wyspy Devon w Kanadzie i w Utah do eksperymentowania z różnymi wersjami rozwoju kolonii na Marsie, bazując na Mars Direct.

## Ekonomia

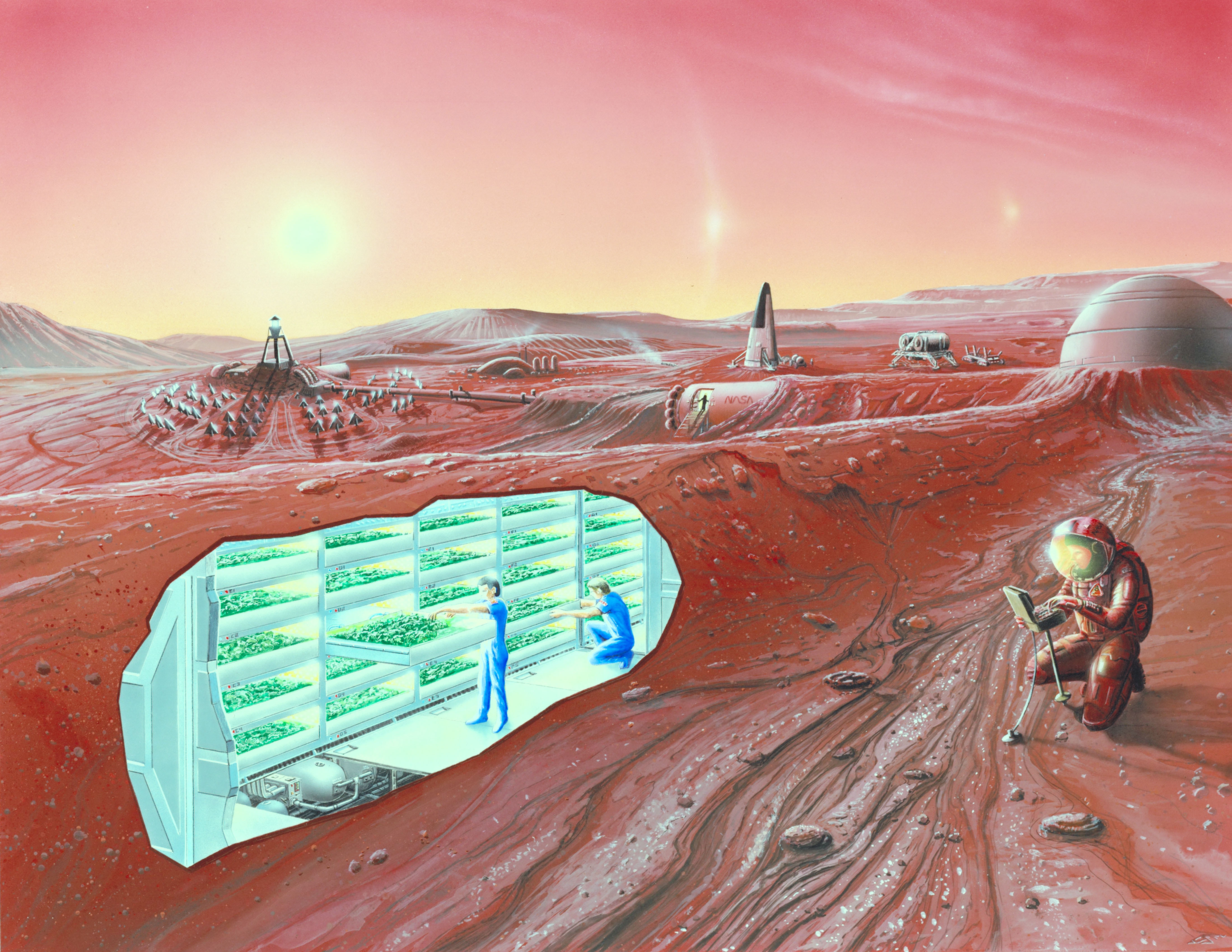
Artystyczna wizja kolonizacji Marsa

Tak jak w przypadku kolonizacji Nowego Świata, ekonomia może się stać kluczowym elementem do sukcesu kolonizacji. Mniejsza grawitacja na Marsie i jego pozycja w Układzie Słonecznym może ułatwić handel na trasie Mars-Ziemia i powodować zwiększenie osadnictwa na planecie.
Marsjańska niewielka grawitacja oraz prędkość rotacji dają możliwość zbudowania windy kosmicznej ze znanych obecnie materiałów, aczkolwiek niska orbita Phobosa może sprawić nie lada wyzwanie inżynierom.
Głównym ekonomicznym problemem są bardzo wysokie koszty inwestycji konieczne do realizacji planu kolonizacji i terraformacji Marsa.
Część pierwszych kolonii mogłaby specjalizować się w wydobywaniu surowców z lokalnych złóż dla marsjańskich konsumentów, a także pozyskiwaniem wody.
Wewnątrzmarsjański handel w okresie wczesnej kolonizacji mógłby dotyczyć handlu nawozem. Przyjmując, że życie na Marsie nigdy nie istniało, gleby mogą być pozbawione substancji niezbędnych do rozwoju roślin, więc nawozy będą bardzo cenne dla każdej marsjańskiej cywilizacji, dopóki planeta nie zmieni się wystarczająco, by rośliny mogły rosnąć bez wsparcia człowieka. Lądownik Phoenix odkrył, że obecna marsjańska gleba może wystarczyć do utrzymania niektórych form wegetacji.
Energia słoneczna będzie prawdopodobnie głównym źródłem energii dla marsjańskich kolonii. Nadmiar energii może być magazynowany i wykorzystywany w nocy. Kolonie będą potrzebowały wiele energii dla utrzymywania odpowiednich warunków bytowych mieszkańców oraz do ogrzewania szklarni, chyba że na skutek terraformowania Marsa powstanie gęstsza atmosfera o innym składzie chemicznym, co spowoduje wzrost temperatury. Małe reaktory jądrowe mogą dostarczyć energii elektrycznej w ilości niezbędnej do utrzymania kolonii.

### Rejony podbiegunowe
Marsjańskie okolice podbiegunowe przyciągają wielką uwagą jako tereny odpowiednie do umiejscowienia kolonii ze względu na występujące tam czapy lodowe. Mars Odyssey zarejestrował największą koncentrację wody blisko bieguna północnego, ale wykrył też obecność wody na mniejszych szerokościach, udowadniając, że okolice biegunów nie są jedynymi możliwymi miejscami dla kolonii.

### Rejony okołorównikowe
Mars Odyssey znalazł naturalne jaskinie blisko wulkanu Arsia Mons. Dotychczas rozmiar i kształt tych jaskiń pozostaje nieznany. Naukowcy domyślają się obecności lodu w takich jaskiniach. Koloniści mogliby wykorzystać jaskinie jako naturalne schronienie przed promieniowaniem, mając równocześnie zasoby wody w postaci lodu. Istnieje możliwość, że w obszarach okołorównikowych będzie można korzystać z energii geotermalnej.

### Pozostałe rejony

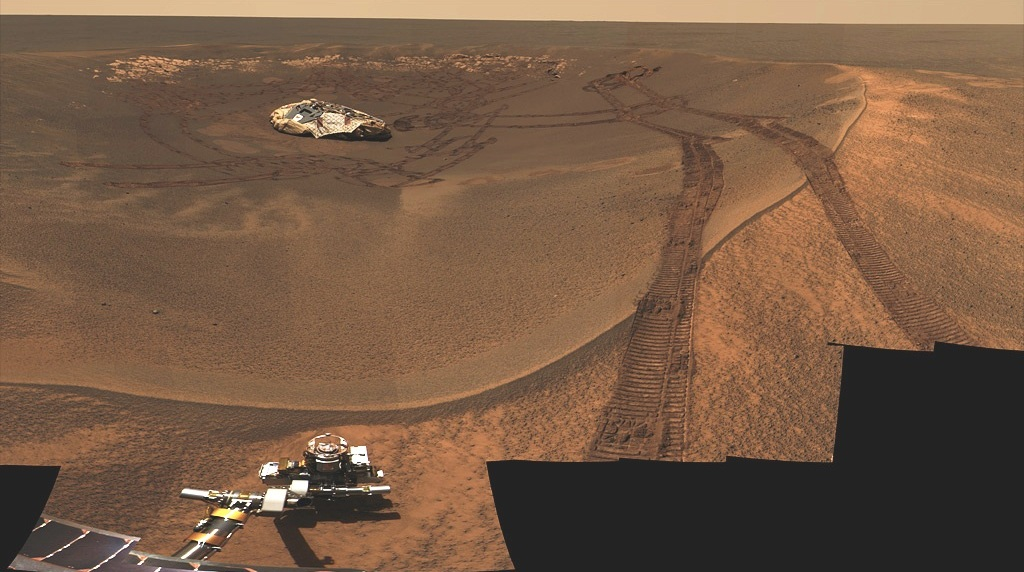
Krater Orzeł, widziany z Opportunity

Badanie powierzchni Marsa ciągle trwa. Marsjańskie łaziki eksploracyjne, Spirit oraz Opportunity wykazały, że właściwości gleby i skał są bardzo różne w różnych miejscach globu. Sugeruje to, że marsjański obraz geologiczny jest jeszcze bardziej zróżnicowany.
Jednym z czynników wyboru będzie zmienność pogodowa, np. wahania temperatur. Tak jak na Ziemi, im dalej od równika, tym roczne wahania pogodowe są większe.

### Valles Marineris
Valles Marineris to długi na około 3000 km i głęboki średnio na 8 km „Wielki Kanion” Marsa. Ciśnienie atmosferyczne na dnie jest około 25% wyższe niż średnio na powierzchni (0,9 kPa w porównaniu do 0,7 kPa). Kanion biegnie w przybliżeniu w kierunku wschód-zachód, więc cienie z jego ścian nie powinny poważnie ograniczać ilości energii słonecznej docierającej do jego dna. Kanały (być może powstałe na skutek okresowych przepływów wody) prowadzą do kanionu, dając podstawy do przypuszczeń, że kiedyś mogła płynąć tędy woda.

## Obawy
Poza ogólną krytyką kolonizacji kosmosu przez ludzi, są też specyficzne obawy na temat kolonizacji Marsa:
- Promieniowanie kosmiczne zarówno galaktyczne wszechobecne w przestrzeni kosmicznej, pochodzące od gwiazd jak i wiatr słoneczny emitowany przez Słońce, szczególnie podczas burz (rozbłysków) słonecznych, jest główną przeszkodą w załogowych lotach międzyplanetarnych. Po opuszczeniu ochronnej ziemskiej magnetosfery, podczas kilkumiesięcznego lotu na Marsa i potem życia na Marsie, który nie posiada własnej magnetosfery, ludzie wystawieni są na owo promieniowanie jonizujące. Na skutek promieniowania uszkodzeniu ulega DNA w komórkach każdego żywego organizmu, następująca potem choroba popromienna, której towarzyszą: rozwój chorób nowotworowych, krwotoki wewnętrzne, przyśpieszony rozwój zaćmy, ślepota, demencja i śmierć.
- Marsjańska grawitacja to zaledwie 0,38 ziemskiej, a gęstość atmosfery jest 100 razy mniejsza od tej na Ziemi[18]. Silniejsza grawitacja niż na Księżycu i obecność efektów aerodynamicznych utrudnia lądowanie ciężkich, załogowych statków kosmicznych, ponadto atmosfera jest zbyt cienka, by efektywnie wykorzystać hamowanie aerodynamiczne. Lądowanie na Marsie misji załogowych będzie wymagało innej techniki niż stosowane w misjach księżycowych i misjach lądowników-robotów na Marsie[19].
- Na pytanie, czy życie kiedyś istniało lub istnieje na Marsie, nie ma w tej chwili jednoznacznej odpowiedzi. Budzi to obawy dotyczące możliwego skażenia planety ziemskimi organizmami i ewentualnej interakcji obu form życia.
- Zwolennicy powrotu na Księżyc mówią, że jest on bardziej logicznym umiejscowieniem pierwszych kolonii. Tym bardziej, że mógłby posłużyć jako poligon doświadczalny i miejsce przygotowań dla przyszłej załogowej misji na Marsa. Przeciwnicy tej koncepcji twierdzą natomiast, że Księżyc nie posiada atmosfery, a poza tym występuje na nim bardzo duża amplituda temperatur i długi okres obrotu wokół własnej osi. Te różnice powodują, że Mars jest ciałem niebieskim bardziej podobnym do Ziemi niż Księżyc. Antarktyda czy pustynie Ziemi zapewniają lepsze tereny do ćwiczeń przy znacznie mniejszych kosztach. Ponadto na Księżycu brak jest w dostatecznej ilości pierwiastków koniecznych do życia, jak choćby wodoru, azotu czy węgla (50 – 100 ppm)[20].
- Nie wiemy, jaki wpływ na ludzi będzie miało długotrwałe przebywanie pod wpływem marsjańskiej grawitacji (wszystkie eksperymenty są prowadzone przy ~1 g lub przy braku grawitacji w stacjach orbitalnych). Badacze medycyny kosmicznej budują modele teoretyczne dotyczące skutków dla zdrowia w przypadku szybkiego lub wolnego przejścia ze stanu nieważkości do stanu przyciągania ziemskiego. Jedna z teorii mówi, że sen w komorach zbudowanych wewnątrz wirówki może zminimalizować problemy adaptacyjne. Anulowana misja Mars Gravity Biosatellite miała się stać pierwszym eksperymentem badającym efekty częściowej grawitacji. W eksperymencie tym sztucznie generowane przyspieszenie 0,38 g miało umożliwić sprawdzenie wpływu zmniejszonej grawitacji na ssaki, szczególnie na myszy, przez cały cykl od poczęcia do śmierci[21].
- Prędkość ucieczki na Marsie – 5 km/s (czyli około połowy ziemskiej) jest porównywalna do księżycowej 2,38 km/s[22]. Może to sprawić, że Mars nie będzie najpopularniejszym węzłem handlu międzyplanetarnego.
- Jest prawdopodobne, że kolonizacja Marsa stanie się mniej opłacalna ekonomicznie, gdy powstaną „kopalnie” na obiektach NEO[23].

## Inne źródła
- Robert Zubrin, The Case for Mars|The Case for Mars: The Plan to Settle the Red Planet and Why We Must, Simon & Schuster/Touchstone, 1996, ISBN 0-684-83550-9.
- Frank Crossman and Robert Zubrin, editors, On to Mars: Colonizing a New World. Apogee Books Space Series, 2002, ISBN 1-896522-90-4.
- Frank Crossman and Robert Zubrin, editors, On to Mars 2: Exploring and Settling a New World. Apogee Books Space Series, 2005, ISBN 978-1-894959-30-8.